# Victor Backman
Victor Backman, född 16 juni 1991 i Öckerö, är en svensk professionell  ishockeyspelare. Han spelar för närvarande för GCK Lions i Swiss League.